# Фаб'єн Лемуан
Фаб'єн Лемуан (фр. Fabien Lemoine, нар. 16 березня 1987, Фужер) — французький футболіст, півзахисник клубу «Лор'ян».
В минулому виступав за клуби «Ренн» та «Сент-Етьєн», а також молодіжну збірну Франції.

## Клубна кар'єра
Вихованець «Ренна». Дебютував у першій команді 13 січня 2008 у матчі Ліги 1 проти марсельського «Олімпіка». Півзахисник вийшов на поле в стартовому складі і в другому таймі був замінений на Олів'є Томера. У матчі проти «Страсбура», який був зіграний 26 квітня 2008 року, Лемуан забив перший гол у своїй професійній кар'єрі, використавши передачу Жерома Леруа. 19 липня 2008 року у матчі проти «Таврії» півзахисник дебютував в кубку Інтертото, а в матчі проти норвезького «Стабека», 28 серпня того ж року, — в кубку УЄФА. Всього у «Ренні» Фаб'єн Лемуан виступав до закінчення сезону 2010/11, взявши участь у 105 матчах чемпіонату, та ставав фіналістом кубка Франції.
Влітку 2011 року Лемуан перейшов в «Сент-Етьєн». Перший матч у складі «зелених» зіграв 21 серпня 2011 проти марсельського «Олімпіка», замінивши на 67-й хвилині зустрічі Лорана Батллеса. 2013 року разом з клубом став володарем Кубка французької ліги, відігравши увесь фінальний матч проти рідного «Ренна» (1:0). Всього встиг відіграти за команду із Сент-Етьєна 99 матчів в національному чемпіонаті.

## Виступи за збірну
2008 року провів один матч у складі молодіжної збірної Франції.

## Досягнення
- Володар Кубка французької ліги (1) : 2012/13